# Fiat 6
Fiat 6 – samochód osobowy produkowany przez FIAT-a w latach 1910–1916. 

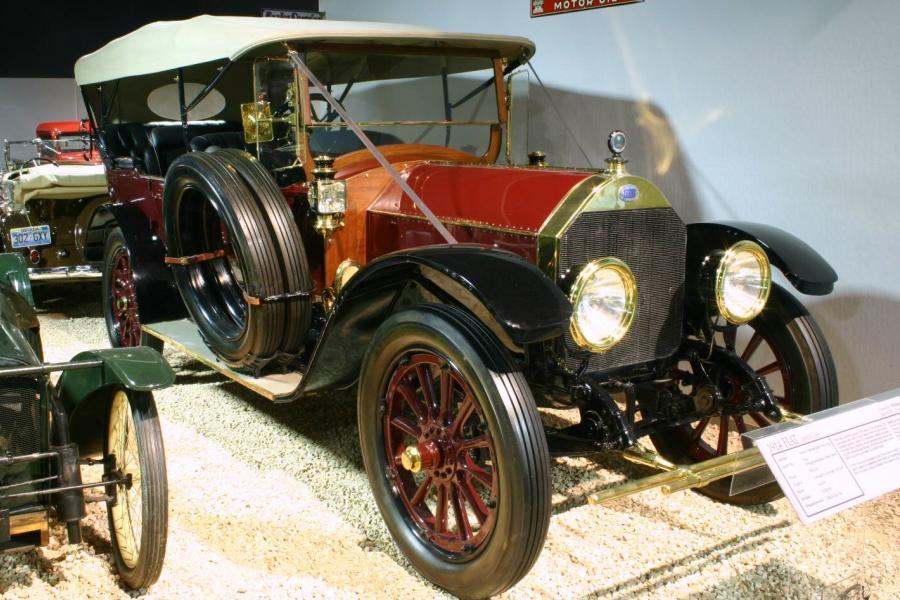

Był to samochód wyższej klasy, wyposażony w silnik dolnozaworowy o pojemności 9017 cm3 i mocy 60 KM, identycznej jak w modelu Fiat 5. W pierwszych egzemplarzach do przeniesienia napędu na tylną oś użyto łańcucha, w kolejnych zastąpiono go wałem napędowym. Prędkość maksymalna dochodziła do 110 km/h (zależnie od typu nadwozia), a zużycie paliwa sięgało 38 l/100km. Od 1915 roku samochód wyposażony był w instalację elektryczną o napięciu 12 V. Był to ostatni model samochodu osobowego Fiata (wraz z Fiatem 5), w którym pojemność silnika przekraczała 5 l.
Wyprodukowano 84 egzemplarze, które w większości trafiły na eksport do USA.